# Henry Sturmey

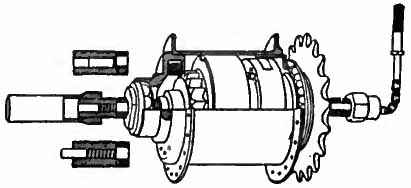
Sezione del mozzo cambio Sturmey-Archer

John James Henry Sturmey (Norton-sub-Hamdon, ... – Coventry, 8 gennaio 1930) è stato un inventore e imprenditore britannico, è considerato l'inventore con William Archer del cambio Sturmey-Archer a tre velocità per biciclette, ma fu anche un editore e giornalista tecnico pioniere della dell'industria della bicicletta e dell'automobile.

## Matematica e scienza
John James Henry Sturmey noto come Henry Sturmey, guidò la sua prima bicicletta mentre frequentava il Weymouth College da adolescente nel 1872 e divenne provetto ciclista. Fu un cultore del biciturismo e di corse ciclistiche. Sturmey iniziò come assistente-master al Brixton Hill College, Londra S.W. Si dimise nel 1877 per dedicarsi alla scrittura del libro The Indispensable Bicyclist's Handbook. Trattandosi di biciclette presenti sul mercato, in 300 pagine, la prima edizione fu sold-out nel giro di un mese. Successivamente tentò infruttuosamente la vendita di biciclette su suo disegno e si dedicò nuovamente a conseguire un master al Brynavor Hall College, Towyn ma sempre scrivendo libri sul ciclismo. Si spostò a Coventry presso la The British Boys School in King Street vicino alla nascente industria della bicicletta.

## Ciclista
Divenuto socio della casa editrice Iliffe & Sons pubblicò la rivista Cyclist più tardi The Cycle and Motorcycle Trades Review e contribuì con altre edizioni. Sturmey fu dal 1879 membro di quello che diventerà il Cyclists' Touring Club. Nel 1893 fondò la International Cycling Association che tenne i primi campionati del mondo ogni anno. Fu succeduta nel 1901 dalla francese Union Cycliste Internationale.

## Autocar
Sturmey divenne uno dei primi editori di Autocar, stampato da Iliffe, nel 1895. Walter Staner prese la testata da Sturmey nel luglio 1901 dopo il ritiro prematuro dalle corse automobilistiche per un incidente. Sturmey fondò successivamente The Motor con la prima uscita nel gennaio 1903.

## Cambio
Il primo esempio commerciale di mozzo con cambio per bicicletta a due velocità epicicloidale fu di William Reilly. Fu semplicemente chiamato The Hub e fu lanciato nel 1898 da The Hub 2-Speed Gear Company di Salford. William Reilly segnò il diritto di usare la propria invenzione alla The Hub company e presto lasciò per la Royce di Manchester.
Henry Sturmey migliorò ulteriormente il concetto e progettò il cambio a tre velocità, con incorporato, a differenza del The Hub, il sistema a ruota libera automatica. Sturmey brevettò il sistema nell'agosto 1901. Dal marzo 1902, fece un accordo per dare delle royalties a Frank Bowden, presidente della Raleigh bicycle company.
A few weeks later, Bowden discovered that a similar three-speed hub was being offered to rival bicycle makers. Although patented under the name of James Archer, this was a design by William Reilly, designer of The Hub. Archer's patent application had been submitted shortly before Sturmey's. To prevent Raleigh's competitors, such as Humber, gaining rights to Reilly's three-speed, Bowden bought exclusive rights to it. Having now acquired rights to two similar three-speed hubs, Bowden decided that it was a more practical and profitable proposition to manufacture Reilly's hub rather than Sturmey's.
Henry Sturmey fu in disaccordo con l'azione di Frank Bowden e tratto con altri produttori. Sturmey fu molto noto nell'ambiente, per il suo cambio, e Bowden valutò di dare credibilità al suo cambio a tre velocità proprio dal nome Sturmey. Bowden persuase Sturmey di rimanere con il progetto in atto e una storia concordata fu data con l'impressione di una collaborazione tecnica tra Sturmey, Archer, Reilly, G.P. MIlls (Raleigh chief designer) e Alfred Pellant, agente della Archer e Reilly. Questa storia fece di Sturmey la figura chiave della collaborazione fittizia, fino alla fine della sua vita. Il coinvolgimento di Sturmey con il The Three-Speed Gear Syndicate stabilito da Bowden fu breve e si limitò all'uso del suo nome sul prodotto. Il patto sindacale fu stabilito formalmente nel gennaio 1903 ma da luglio 1904, Sturmey smise di essere direttore. Non ebbe più un coinvolgimento con Bowden, Raleigh o successori, Sturmey-Archer. Lo stesso giorno del patto, Archer e Reilly si accordarono legalmente per dare le royalties per l' "Archer" hub al suo vero inventore, Reilly.
Nel 1921 Henry Sturmey brevettò un cambio a cinque velocità. Fu il migliore del momento, ma non trovò mai un costruttore per produrlo. Ironicamente un cambio hub gear disegnato da Sturmey non fu mai prodotto in serie.

## Daimler
In amicizia con Harry John Lawson, Sturmey investì e divenne socio con la Daimler e fu direttore e presidente del consiglio d'amministrazione. Le prospettive iniziali per la fluttuazione della Daimler company vide tra i direttori J J Henry Sturmey della Iliffe & Sturmey, Coventry. Il presidente H J Lawson raramente fu presente agli incontri, Sturmey riferiva giornalmente sull'attività. Usò le colonne di Autocar per promuovere la Daimler. Ma gli affari non furono profittevoli, tali da giustificare investimenti. Una seduta molto movimentata di azionisti decise di istituire una commissione investigativa che riportò direttamente nel dicembre 1898 e che sosteneva di decisioni sbagliate dal consiglio di amministrazione senza esperienza tecnica. Nella seduta annuale successiva, quattro membri del board si dimisero e E H Bayley e Sir Edward Jenkinson furono eletti. Sturmey rimase direttore ma rassegnò le dimissioni nel maggio 1899 dato il grande cambiamento nel management.
Una carrozzeria disegnata da Sturmey e fatta dalla Mulliners di Northampton, fu installata su nove Daimler costruite a Coventry nel settembre 1897 e nell'ottobre successivo fece un epico viaggio, pubblicizzato, da John o' Groats a Land's End accompagnato dal meccanico Richard Ashley.